# L-méthionine (S)-S-oxyde réductase
La L-méthionine (S)-S-oxyde réductase est une oxydoréductase qui catalyse la réaction :
L-méthionine (S)-sulfoxyde  + thiorédoxine réduite  {\displaystyle \rightleftharpoons }  L-méthionine + thiorédoxine oxydée + H2O.
Cette enzyme intervient dans le métabolisme de la méthionine. La L-méthionine (R)-sulfoxyde n'est pas un substrat de la L-méthionine (S)-S-oxyde réductase, mais de la L-méthionine (R)-S-oxyde réductase. Le dithiothréitol HSCH2–CHOH–CHOH–CH2SH peut remplacer la thiorédoxine réduite dans cette réaction.